# Мистецтво Вавилонії

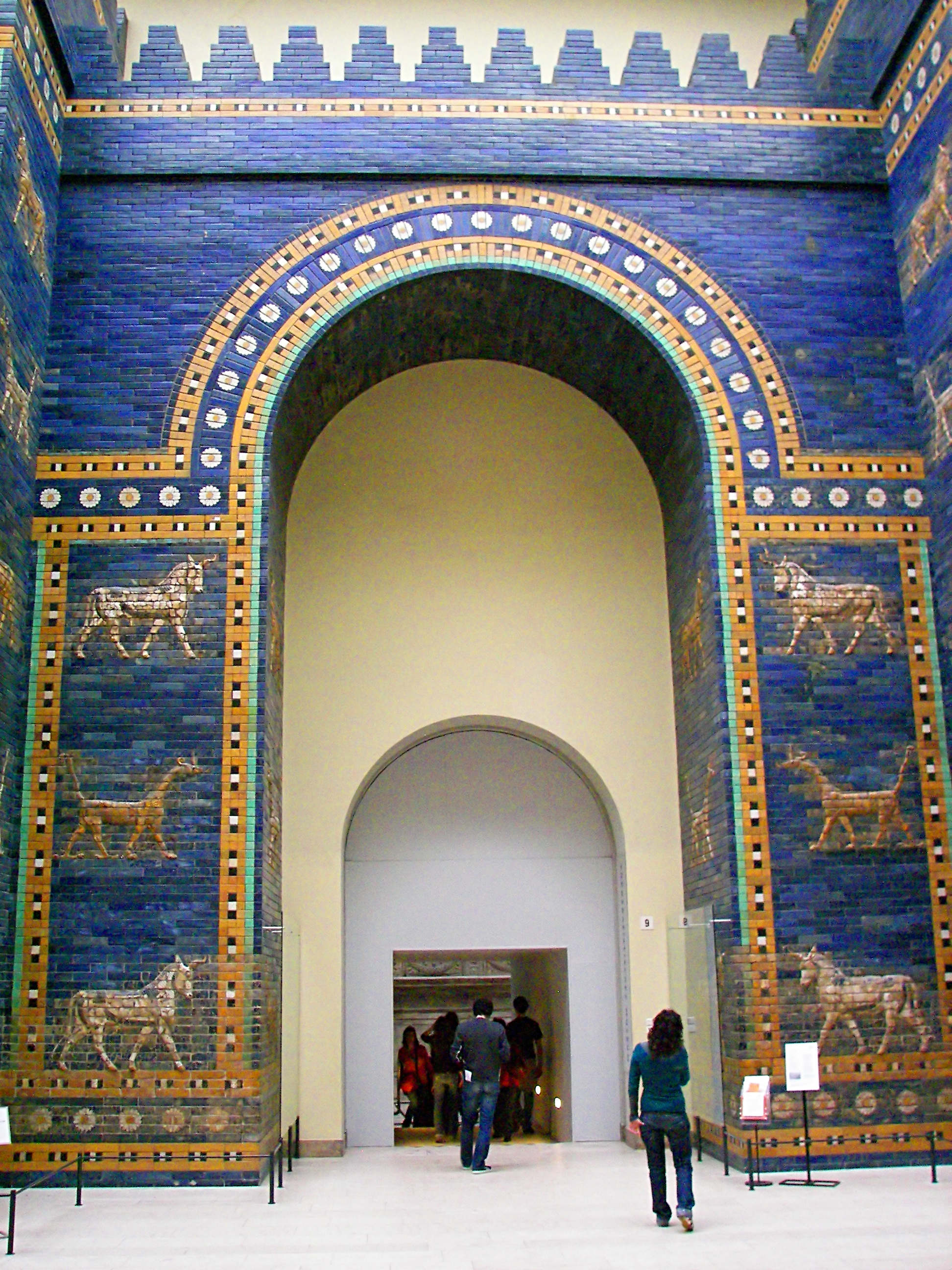
Відновлені ворота Іштар, Пергамський музей, Берлін

Мистецтво Вавилону — сукупність всіх предметів мистецтва давньої месопотамської цивілізації Вавилон в період XIX—VI століття до н. е. і в період Нововавилонського царства (VII—VI століття до н. е.).

## Мистецтво Вавилону XIX—XII століть до н. е
У першій половині II тисячоліття до н. е. найзначнішою культурною областю була південна половина Межиріччя, тобто область Шумеру та Аккаду, об'єднаних під верховенством Вавилона, за царя Хаммурапі (1792—1750 роки до н. е.).
З другої чверті II тисячоліття до н. е. виступають на історичну арену міста Сиро-Фінікії і Палестини. Розквіт їх триває до початку I тисячоліття до н. е. Одночасно набувають великого значення держава хеттів в долині річки Галіс в  Малій Азії і сусідня з ним держава Мітанні у верхній течії Євфрата, також досягає в цей час високого ступеня розвитку і тісно пов'язана з культурами так званих гірських народів Передньої Азії.
Культура Вавилону склалася на традиціях шумерської і аккадської культур: в цей час широко поширилася шумерська система письма — клинопис; багато чого досягли різні галузі вавилонської науки — медицина, астрономія, математика, хоча всі вони були ще тісно пов'язані з магією.
Від міста Вавилон, який був свого часу центром світового значення, історичні події наступних епох залишили дуже мало. Небагато дійшло до нас і пам'ятників образотворчого мистецтва цього часу.

### Рельєф на зводі законів Хаммурапі

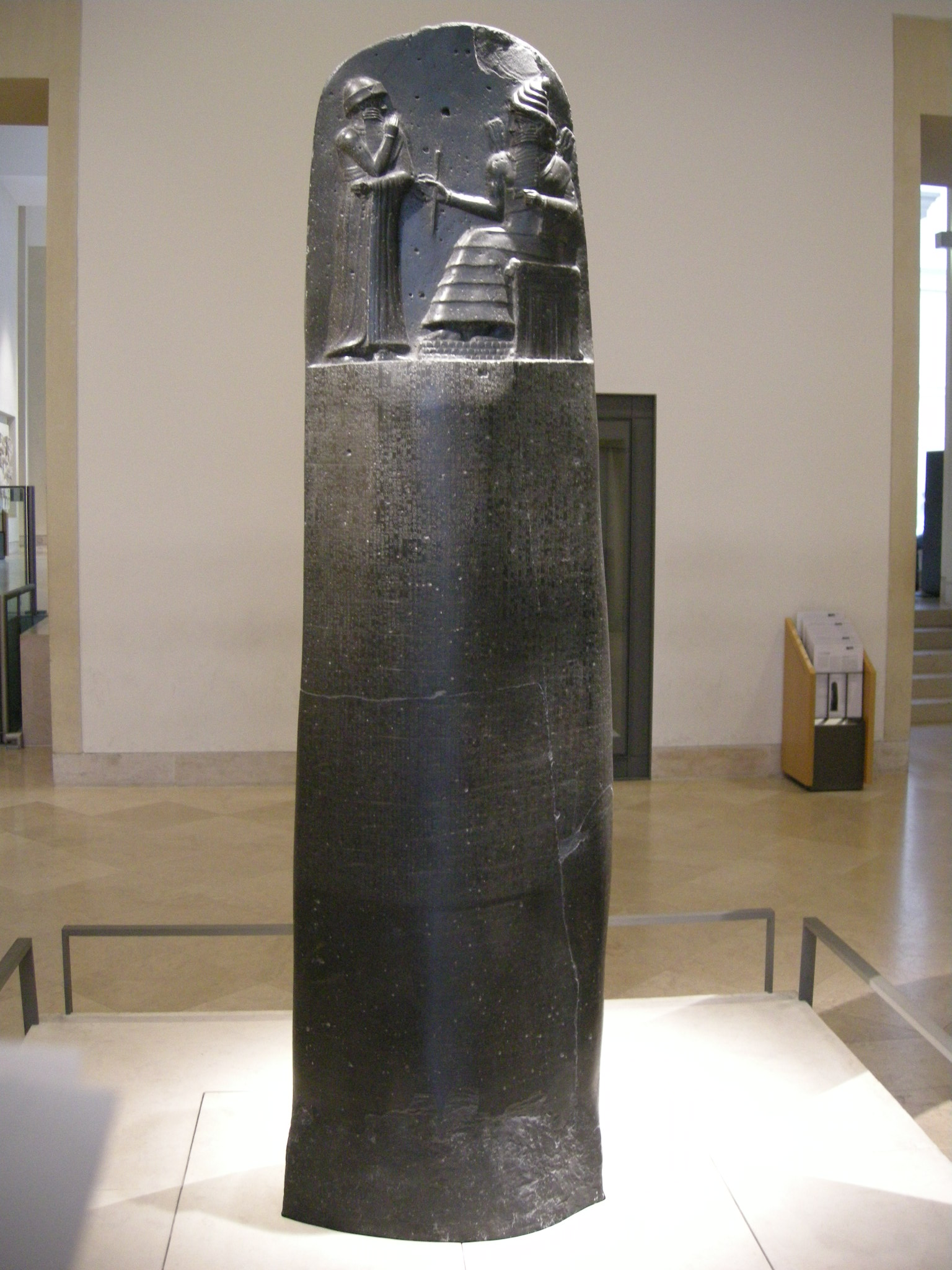
Стела Хаммурапі зі склепінням його законів, Вашингтон, США

Чудовим пам'ятником вавилонського мистецтва є рельєф на діоритовому стовпі (висотою близько 2 м) зі зведенням законів царя Хаммурапі, накресленими клиноподібними знаками (Париж, Лувр). Рельєф зображує царя Хаммурапі в побожній позі перед сидячим на троні богом сонця і правосуддя Шамашем, який передає йому символи влади — жезл і магічне кільце (трон зображений у вигляді храмика на зикураті). Подібні сцени вручення або «інвеститури», що виражають ідею божественного походження царя, так як божество безпосередньо передає йому знаки влади, часто зустрічаються на пам'ятниках образотворчого мистецтва Передньої Азії і в попередні і в наступні часи. Фігури на рельєфі урочисто статичні, пози бога і царя канонічні, але лице Хаммурапі, безсумнівно, портретне.
Іншим, не менш значним, скульптурною пам'яткою цього часу є діоритова голова (Париж, Лувр), в якій бачать портрет Хаммурапі — це літня людина з різкими, вольовими, навіть суворими рисами обличчя.

### Марі
Уявлення про рівень розвитку культури і мистецтва часу піднесення Вавилону дають розкопки сучасного йому міста Марі (лежачого вище за течією Євфрату). Тут були відкриті руїни міста і великого палацу правителя міста Зімрі-Лім площею в 2,5 гектара і багато цінних мистецьких пам'яток. План палацу типовий для Дворіччя: великі двори, навколо яких групуються приміщення. Палац включав в себе, крім парадних і житлових кімнат, святилища, палацову школу переписувачів, кухню і комори для господарських запасів. У деяких приміщеннях палацу збереглися частини настінних розписів (Багдад, Іракський музей) — унікальні пам'ятки живопису часів стародавнього Вавилону. Це розфарбовані контурні малюнки, виконані блакитними, коричнево-червоними і чорними фарбами. У числі настінних розписів культові сцени, наприклад вилив води божествами, що дарують життя всьому на землі, або вручення божеством знаків влади царя. Всі розписи відрізняються суворою симетричною композицією.
В одному з храмових приміщень була знайдена алебастрова статуя богині Іштар (висота 86 см), що тримає в руках посудину, з якої колись під час церемоній виливалася вода (Багдад, Іракський музей). Статуя відрізняється монументальним, лаконічним і виразним трактуванням.
Дуже цікаві форми для хлібців або сирів з фігурами тварин і людей. У цих маленьких рельєфах є прагнення передати пейзаж в традиціях аккадського мистецтва.

### Касити
За наступників Хаммурапі міць Вавилону ослабла. Від величезної держави стали відпадати ті, хто боролися за самостійність області Дворіччя. Через сто років Вавилон захопили касити, які утворили так звану III Вавилонську династію і правили близько шестисот років (XVIII—XII століття до н. е.). У культурному відношенні касити стояли набагато нижче вавилонців.
Серед архітектурних пам'яток каситського часу слід назвати храм Караіндаша в Уруці (друга половина XV століття до н. е.) З величезними статуями божеств, які виступають з ніш в стінах і викладені, як і стіни будівлі, з цегли. Тут вперше скульптура стала справді органічною частиною архітектури. Серед скульптурних творів цього часу виділяється своєю монументальністю бронзова статуя цариці Напір-Асу, знайдена в Еламі (Париж, Лувр).

## Мистецтво Нововавилонського царства
У 612 році до н. е. столиця Ассирії Ніневія була взята царем Вавилонії Набопаласаром в союзі з мідянами і піддана повному руйнуванню, а вся країна була спустошена. Гегемонія знову і в останній раз перейшла до міста Вавилон який, крім політичного значення, надбав роль найбільшого торгового і ремісничого центру Передньої Азії.
Мистецтво Нового Вавилона мало, в першу чергу, декоративне призначення. Зображують реальних і фантастичних священних тварин, рослини, орнаменти. Нових образів мистецтво цього часу майже не створює. У нововавилонському мистецтві вже не зустрічаються сюжети, подібні сюжетам ассирійських рельєфів й розписів — військові сцени палацового життя. Сцени поклоніння божеству, зображені на циліндрах-печатках, часто перетворюються в сцени які важко прочитати.
Незабаром після смерті Навуходоносора II політична й економічна могутність Вавилона падає. У 538 році до н. е. Вавилон був завойований перським царем Киром II і приєднаний до Іранської держави Ахеменідів.

### Архітектура Нового Вавилона
Одним з найбільш діяльних царів часу Нового Вавилону був Навуходоносор (604—562 роки до н. е.), який проводив завойовницьку політику та значно розширив кордони держави. Здійснював він і грандіозне храмове, оборонне й іригаційне будівництво. Багато відомостей залишилося про цей час від грецьких авторів — Геродота, Діодора Сицилійського, Страбона (наприклад, про зикурат Вавилону).
Архітектура під час Нововавилонського царства була провідним видом мистецтва. До наших днів дійшли залишки ряду архітектурних пам'яток.
Судячи з матеріалів розкопок і за описами, Вавилон нового часу був величезним, правильно розпланованим містом, з вулицями, що перетинаються під прямим кутом. Він був оточений потрійною потужною стіною, в якій були зроблені вісім воріт, що носили імена восьми головних богів. Численні вежі на дуже широких стінах і викладений цеглою рів довершували потужні оборонні укріплення міста. Крім того, в місті було дуже багато різних культових будівель-храмів, невеликих святилищ, вуличних вівтарів.

#### Ворота Іштар
З північної сторони в міській стіні знаходилися ворота богині Іштар у вигляді чотирьох квадратних в плані веж з арочним проходом, за якими починалася основна магістраль — процесійна дорога, яку вважали священною, тому що вела до головного храму Вавилону, присвяченому богові Мардуку, так званому «Есагілаі». Процесійна дорога була вимощена плитами звапняку з інкрустацією з червоної брекчії. Міська стіна, вежі воріт, стіни по бокам процесійної дороги були складені з обпаленої цеглаи, причому на окремих цеглинах були зроблені рельєфним штампом фігури левів, биків і драконів — символи божеств. Рельєфи були покриті кольоровим глазуром.

#### «Вавилонська вежа»

["Вавилонська вежа", Пітер Брейгель Старший (1563)

Поруч з головним святилищем Вавилону, храмом бога Мардука, знаходився знаменитий вже в давнину зикурат «Етеменанка», про який йдеться в біблії як про «Вавилонську вежу». Висота його була 90 метрів, а площа підстави досягала 90 × 90 метрів. Він складався з семи уступів, пофарбованих у різні кольори і присвячених семи божествам. На самому верху його знаходилося невелике святилище, викладене зовні бірюзово-блакитною глазурованою цеглою і яке вважалося житлом бога Мардука і його дружини, богині ранкової зорі Сарпаніт. Тут стояла золота статуя бога Мардука.

#### Палац Навуходоносора II

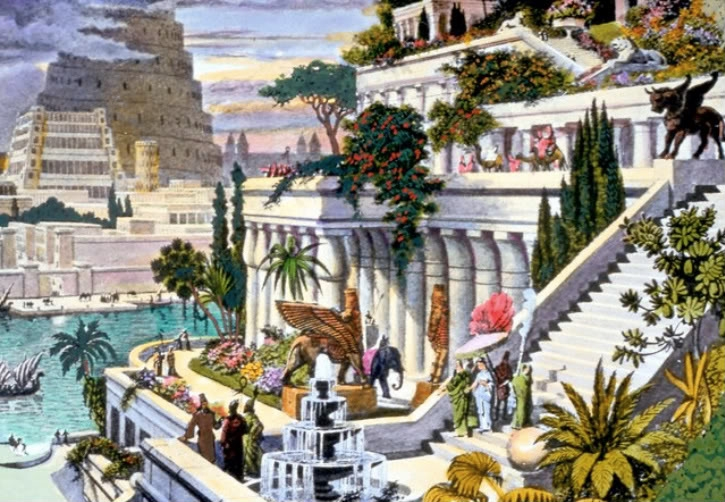
Кольорова гравюра голландського художника XVI століття а Мартена ван Хемскерка, що зображає «Висячі сади Семіраміди» з «Вавилонською вежею» на задньому фоні

Розкопками були відкриті залишки двох палаців царя Навуходоносора II, на штучних платформах, з приміщеннями, які розміщувалися навколо відкритих дворів. Фасадна стіна тронного залу одного з палаців була облицьована цеглою з зображеннями на темно-синьому фоні ряду струнких колон з золотисто-жовтими стовбурами які закручуються на дві сторони волютами капітелей, між якими звисали гірлянди лотосів, а вище тягнувся фриз з біло-жовтих пальметок і бірюзово-блакитних ромбів. Складалося враження легкої огорожі, перевитої квітами, враження дуже барвисте, завдяки вмілому підбору синього, блакитного, жовтого, білого і чорного кольорів, а також блискучій прозорості глазурі. В іншому, літньому палаці перебували колись знамениті «Висячі сади Семіраміди», тобто зелені насадження на штучних терасах, підтримуваних склепіннями. Через канали, колодязі та інші пристрої подавалася вода з Євфрату для поливу цих насаджень.

## Галерея

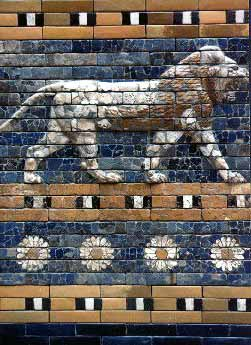
Деталі Воріт Іштар
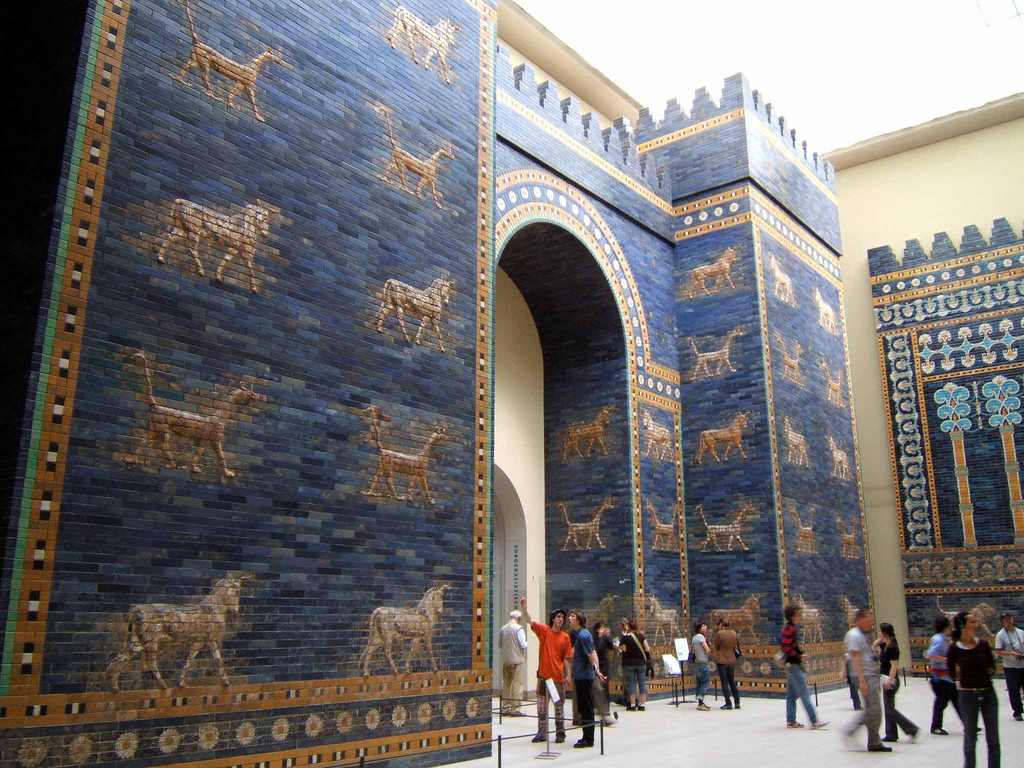
Відновлені ворота Іштар, Пергамський музей, Берлін
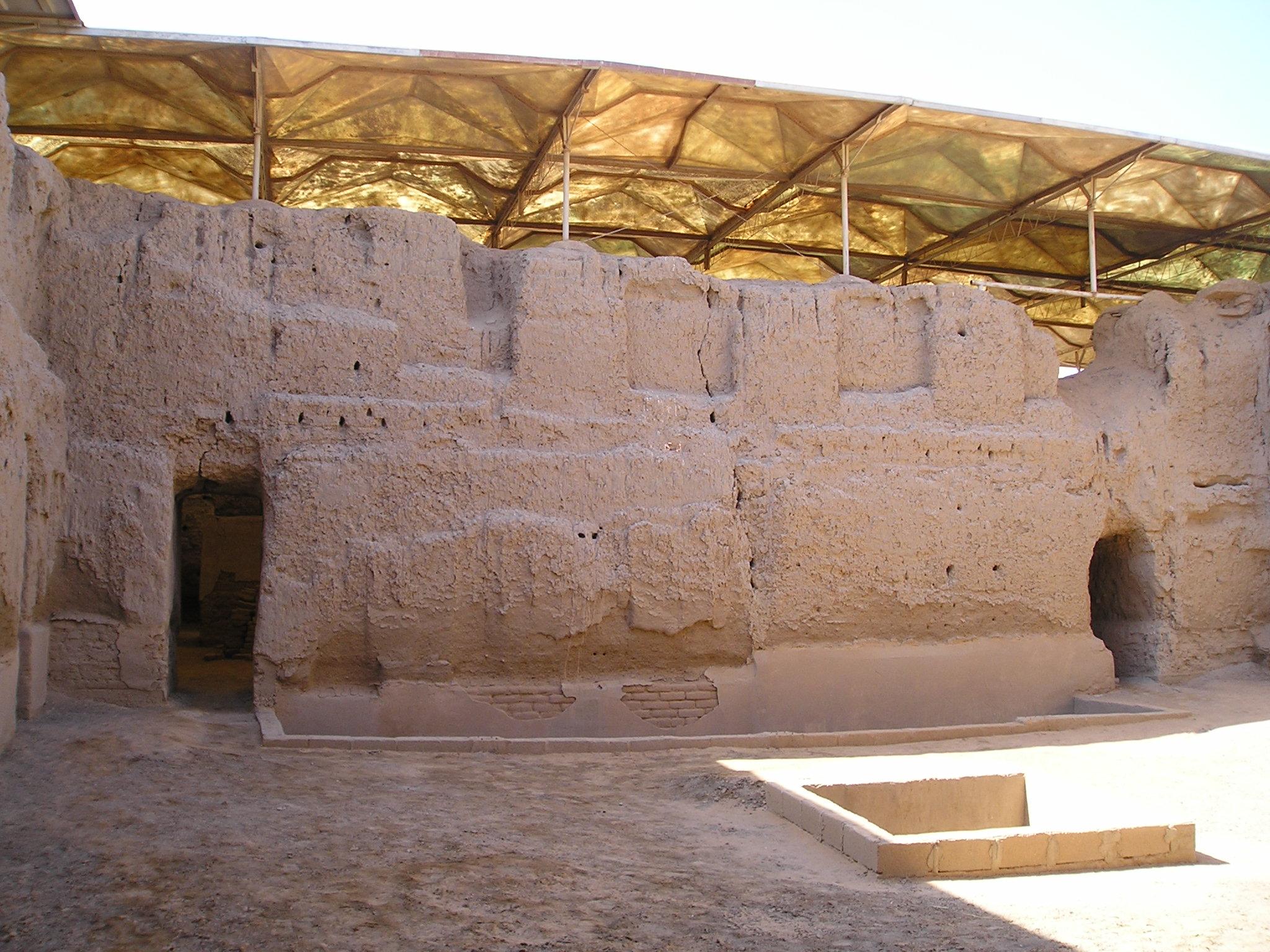
Палац Зімрі-Ліма
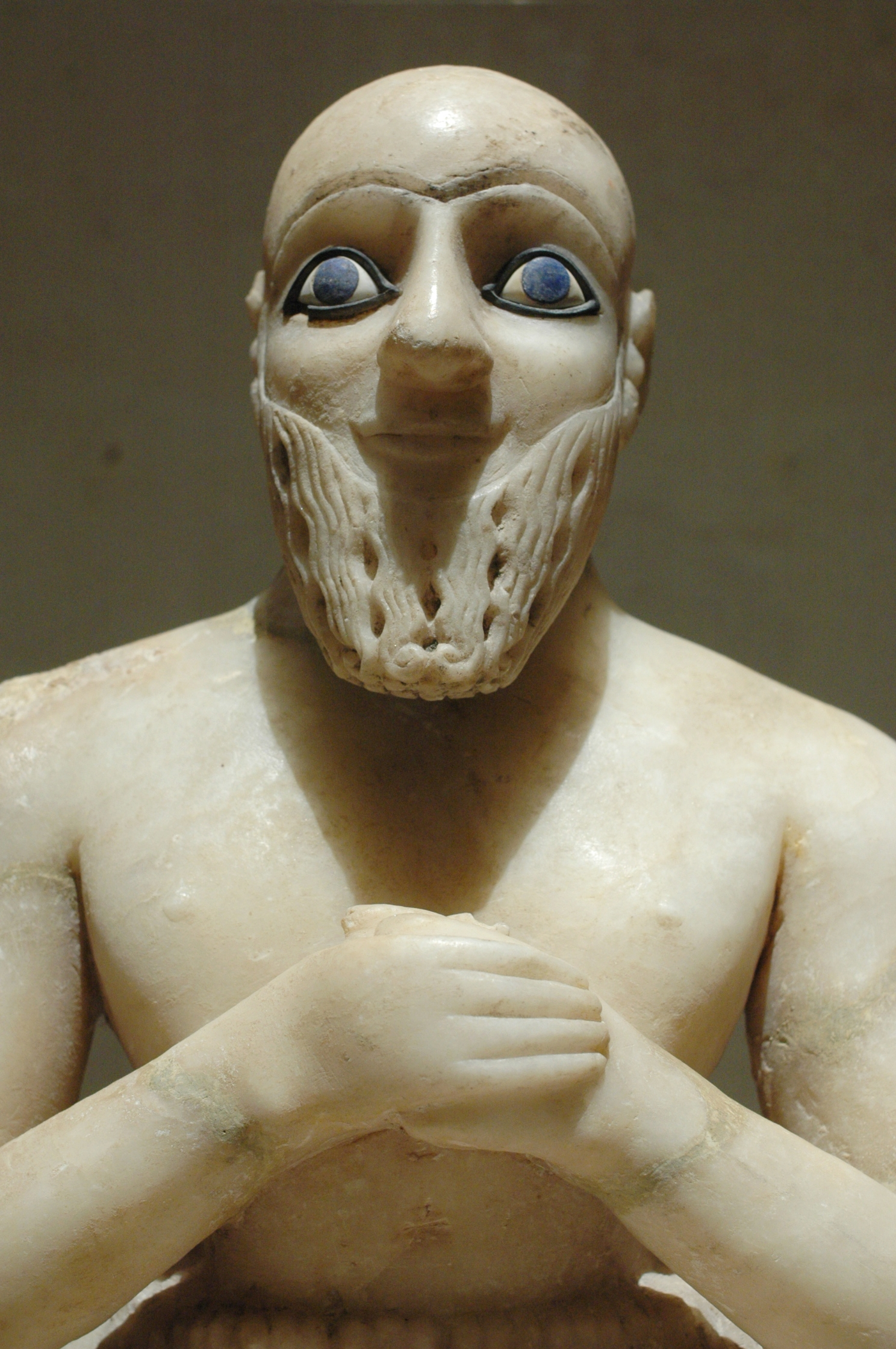
Статуетка високопоставленого чиновника Ібі-мулу з храму Іштар в Марі (бл. 2400 до н. е.)
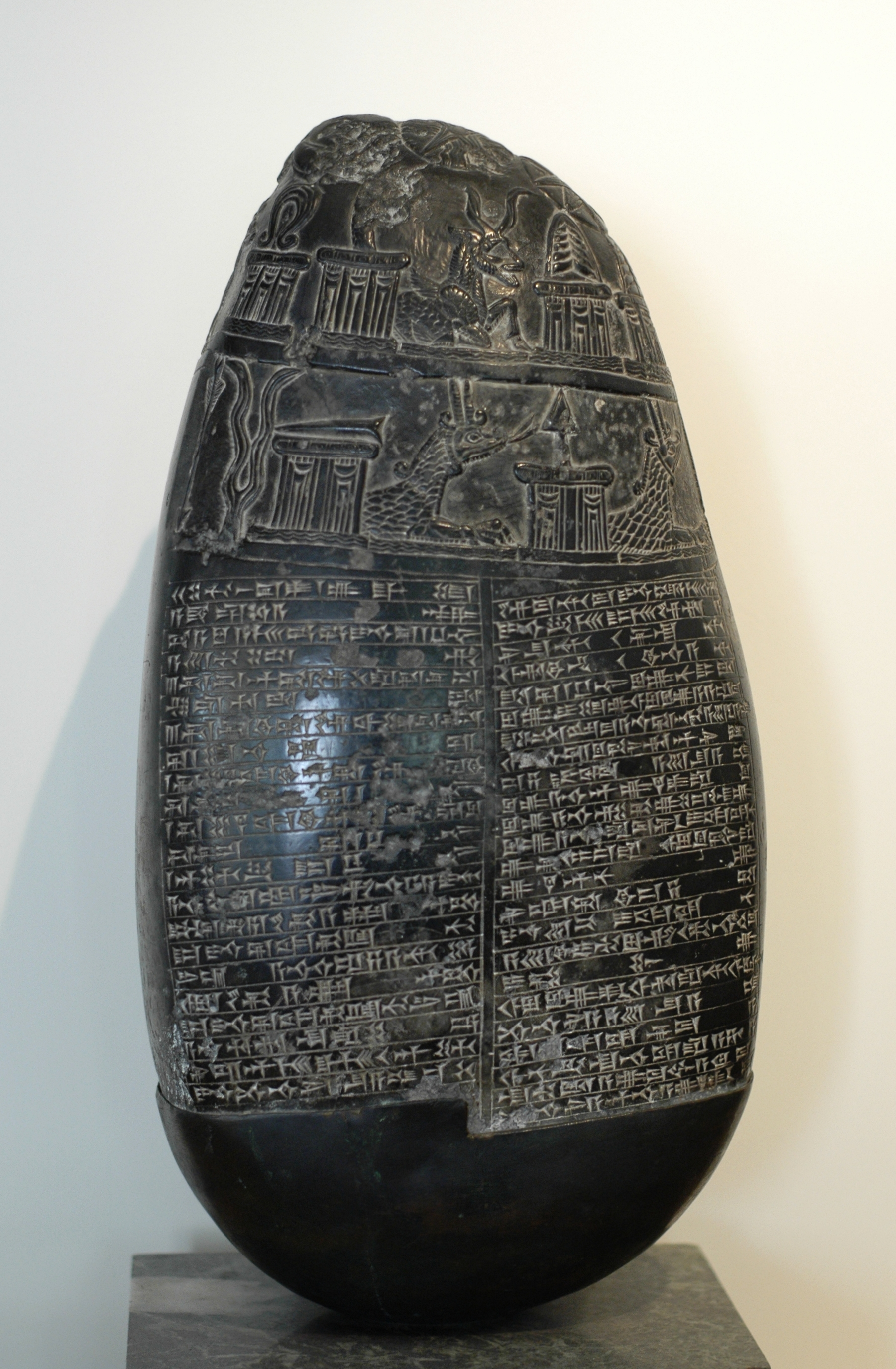
Кудурру пізнього каситського періоду, відомий як «Камінь Мішо». Чорний зміїний, початок XI століття до н. е.. Знайдений французьким ботаніком Андре Мішо близько Багдаду в 1785